# 兵庫県立伊川谷高等学校
兵庫県立伊川谷高等学校（ひょうごけんりつ いかわだにこうとうがっこう）は、兵庫県神戸市西区伊川谷町長坂にある県立高等学校。特色選抜の「コミュニケーション類型」が設置されている。

## 概要
当校周辺には神戸市立長坂小学校、神戸市立長坂中学校、神戸学院大学有瀬キャンパスがある。
また、当校の前には神戸市交通局、山陽バス、神姫バスのバスが停車し、伊川谷駅のほか、明石駅や朝霧駅からのアクセスも可能である。
兵庫県教育委員会が行っている「学力向上ステップアップハイスクール事業」では、神戸第3学区中で唯一の研究指定校となっていた。期間は2006年度から2008年度までの3年間。
2025年度より、兵庫県立伊川谷北高等学校と統合し、兵庫県立神戸学園都市高等学校となることが発表されている。統合発表は2022年（令和4年）7月14日に兵庫県教育委員会より。統合校は伊川谷北高の校地を使用することも決定している。

## 設置学科
- 普通科
  - 類型（2年次で選択）　人文社会類型・人文社会類型国際系・自然科学類型・情報類型

## 教育方針
- 校訓　「自主・協同」
個人と社会に対する正しい認識と友愛の心を持ち、自己を磨き鍛え、積極的に活動し、協力関係の中で推進力となる生徒を育成する。
- 経営の重点　
1.教育目標　　学校・家庭・地域が一体となって「生きる力」を持った生徒を育成する。
2.重点目標　　魅力のある学校づくり、地域に信頼される学校づくりを進める。
3.教育モットー　　基礎・基本を定着させ、一人一人の個性や能力を伸ばす教育を進める。

## 沿革
- 1974年8月28日 - 51年度、神戸第三学区に新設高校を開設することを知事が発表
- 1975年5月16日 - 県教育委員会において設置及び位置を決定
- 1975年6月30日 - 用地を神戸市より買収
- 1975年10月15日 - 校舎建築工事着工
- 1976年1月9日 - 県教育委員会において校名を兵庫県立伊川谷高等学校と決定
- 1976年4月1日 - 開校（初代校長：治部理）
- 1976年4月8日 - 開校入魂式
- 1976年4月9日 - 開校式、第1回入学式（181名入学）
- 1976年9月29日 - 育友会設立総会
- 1977年3月12日 - 校歌始唱式
- 1977年11月22日 - 開校記念式典
- 1979年2月20日 - 同窓会発会式
- 1979年3月30日 - 環境整備工事竣工
- 1982年6月15日 - プール完成披露（25m8コース）
- 1985年11月2日 - 創立10周年記念式典を挙行
- 1990年4月1日 - 新入生（15回生）より新制服を制定
- 1995年1月17日 - 兵庫県南部地震が発生
- 1995年11月7日 - 創立20周年記念式典を挙行
- 1997年4月1日 - 制服一部変更・学校指定革靴の廃止
- 1998年4月1日 - 新入生(23回生)より女子体操服をブルマからハーフパンツへ一部変更
- 2004年2月 - コンピューター室新機種導入・教室整備
- 2005年10月28日 - 創立30周年記念式典を挙行
- 2005年11月7日 - 本校初の海外修学旅行（タイ王国）
- 2022年（令和4年）7月14日 - 兵庫県立伊川谷北高等学校との統合が発表される[1]。
- 2022年（令和4年）11月17日 - 2025年度に開校する統合校は兵庫県立伊川谷北高等学校の校地を使用することが決定[2]。
- 2025年（令和7年、予定） - 統合校・兵庫県立神戸学園都市高等学校開校。

## 著名な卒業生
- 古田新太（俳優）
- 岩田亜矢那（タレント）
- 薩川昭夫（新世紀エヴァンゲリオン等の脚本家）
- 小倉昌浩（ギタリスト）
- 永吉一郎（神戸デジタル・ラボ社長）
- 松浦貴之（陸上選手）
- 牧野智昭（キックボクサー）
- うのせけんいち（漫画家）
- 赤﨑夏実（エレクトーン奏者）